# Габіно Бугальял
Габіно Бугальял Араухо, 2-й граф Бугальял (ісп. Gabino Bugallal Araújo; 19 лютого 1861 — 31 червня 1932) — іспанський політик, міністр фінансів, освіти, юстиції, промисловості та внутрішніх справ різних років, виконував обов'язки голови уряду Іспанії в березні 1821 року. Помер у паризькому готелі «Савой» 31 червня 1932 року.